# Маньково-Березовский район
Маньково-Березовский район — административно-территориальная единица, существовавшая в РСФСР в 1924—1934 годах.
Административный центр — слобода Маньково-Березовская.

## История
Маньково-Березовский район был образован в 1924 году и входил в Морозовский округ.
В 1925 году территория Морозовского округа была присоединена к Шахтинско-Донецкому округу, уже входившему в Юго-Восточную область.
30 июля 1930 года Шахтинско-Донецкий округ был упразднён  и его территория отошла в прямое подчинение Северо-Кавказского края.
10 января 1934 года из Северо-Кавказского края был выделен Азово-Черноморский край.
В 1935 году территория Маньково-Березовского района вошла в Милютинский район Ростовской области.